# Alte Eibe von Balderschwang

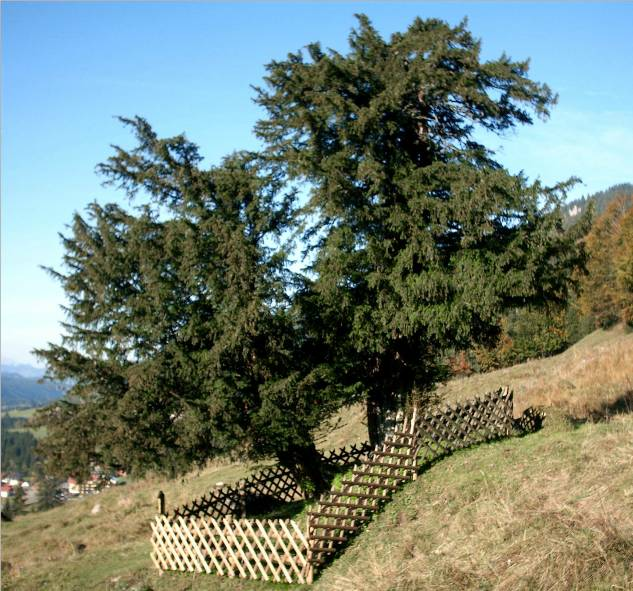
Ostansicht

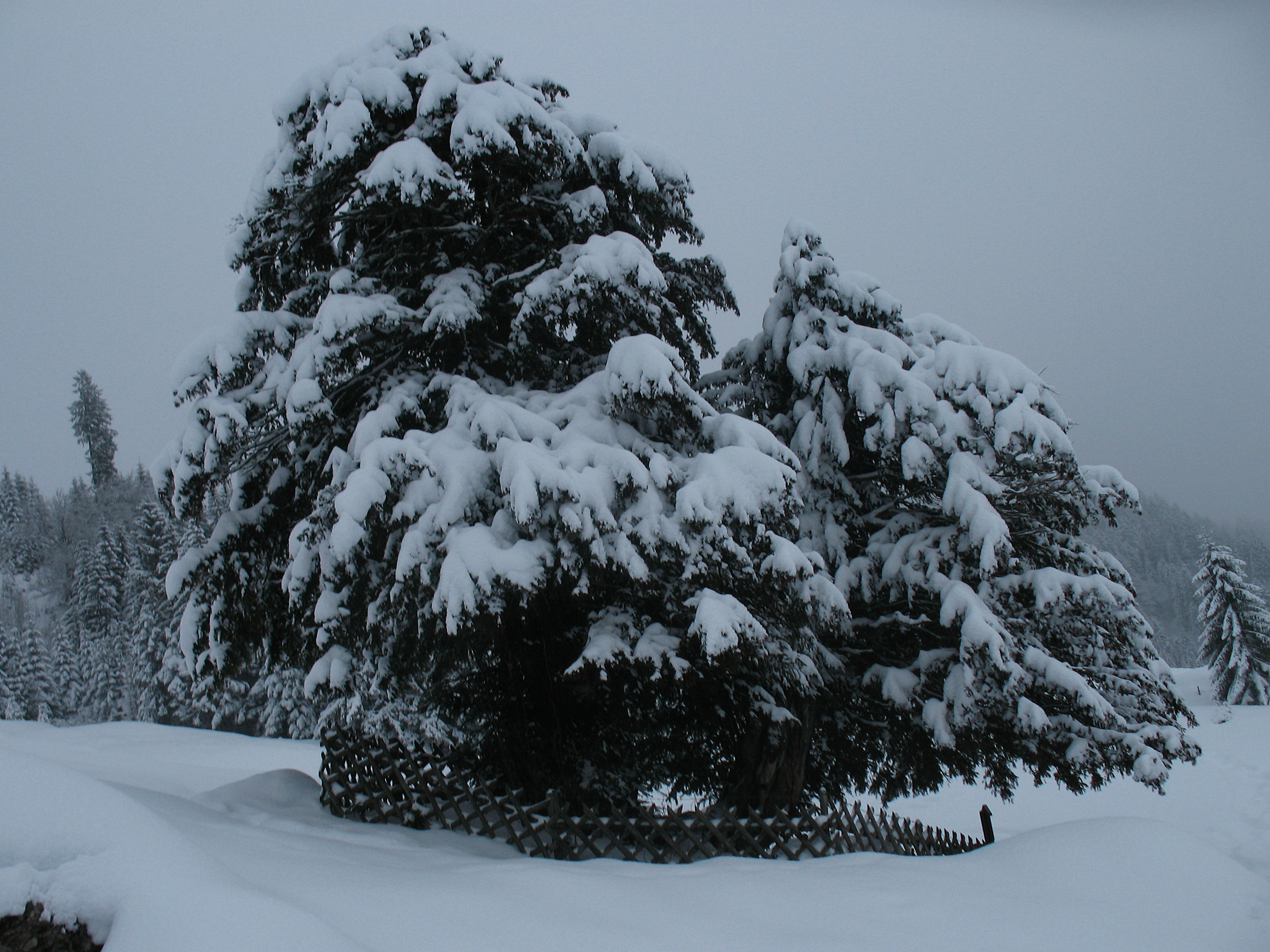
Westansicht

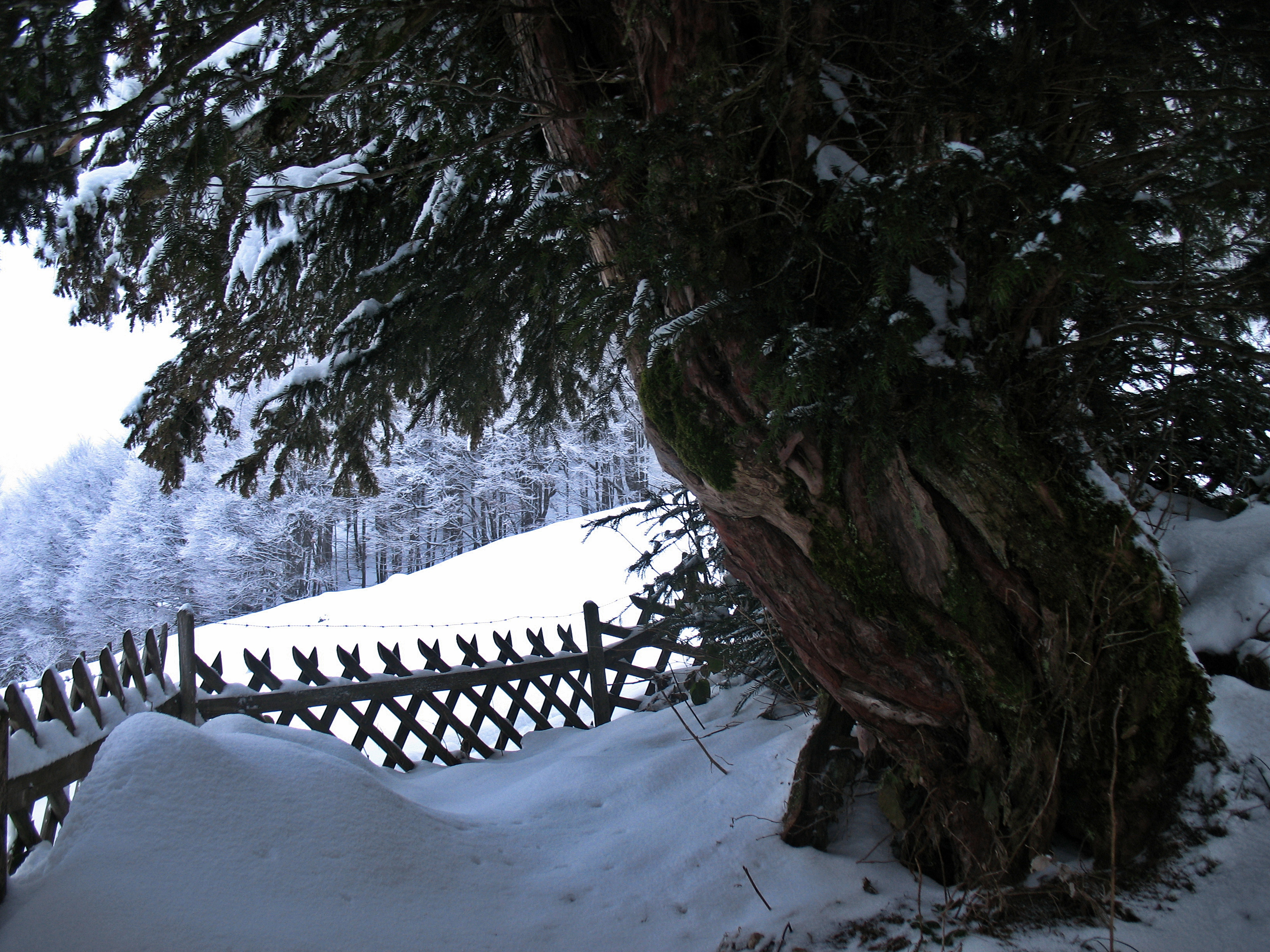
Talseitiger Stammteil

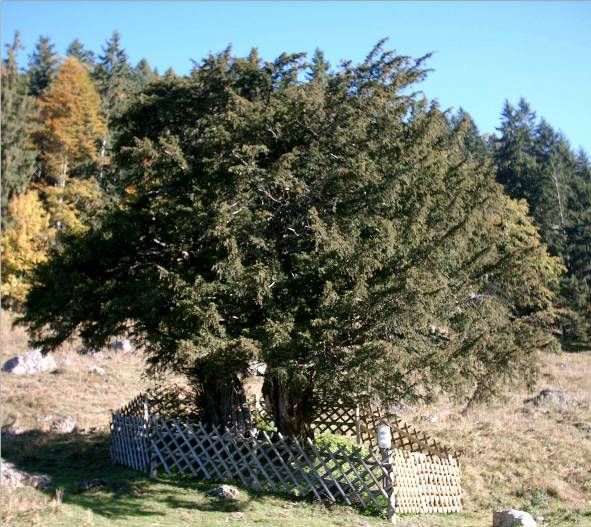
Südansicht

Die Alte Eibe von Balderschwang steht im Hochtal von Balderschwang im Landkreis Oberallgäu. Sie ist möglicherweise der älteste Baum Deutschlands.

## Beschreibung
Bei der Alten Eibe handelt es sich um ein weibliches Exemplar der Europäischen Eibe (Taxus baccata). Für ihr Alter besitzt sie eine sehr vitale Benadelung. Sie bildet an den Stämmen zahlreiche Johannistriebe und trägt jedes Jahr reichlich Früchte.
Die Alte Eibe besteht aus zwei Stammteilen, die aus einer Wurzel wachsen. Dass beide Stammteile zum selben Individuum gehören und nicht aus einer Verwachsung von zwei Bäumen entstanden sind, wurde durch vergleichende morphologische Untersuchungen und eine Genanalyse bestätigt. Die Eibe hat eine Höhe von 7 m. Die Stammteile haben einzeln einen Umfang von 2,4 und 2 m. Zusammen mit dem fehlenden Mittelteil ergibt sich ein gedachter Gesamtstammumfang von 8,1 m und ein Durchmesser von 2,6 m.

## Standort
Die Alte Eibe steht etwa einen Kilometer nordöstlich vom Ortskern von Balderschwang entfernt. Sie wächst in einer Alpwiese oberhalb des Weges zur Oberen Socheralpe und zur Unteren Balderschwanger Alpe auf einer Höhe von 1150 m ü. NN.
Die Alte Eibe stockt auf einem nährstoffreichen, aber flachgründigen Boden über kalkhaltigen Nagelfluhgestein in Südhanglage. Trotz der geringen Wasserhaltefähigkeit des Bodens wird sie aber nur selten Trockenheitsstress erlebt haben, da Balderschwang mit 2.450 mm mittleren Jahresniederschlag die regenreichste Gemeinde Deutschlands ist. Im Winter wird der Baum durch eine hohe Schneedecke von bis zu vier Meter geschützt. Die Höhenlage bedingt aber eine kurze Vegetationszeit und eine niedrige Jahresmitteltemperatur. Deswegen dürfte die Alte Eibe eine geringere Wachstumsrate als Eiben im Flachland haben und dementsprechend bei gleicher Dimension ein höheres Alter besitzen.

## Alter
Die Angaben zum Alter von Baumveteranen weisen meist eine große Spanne auf, da oft fehlende Stammteile eine genaue Altersbestimmung mittels einer Jahrringanalyse unmöglich machen. Das Alter wird dann über den Stammumfang und angenommene Jahrringbreiten hergeleitet. Die Breite der fehlenden Jahrringe wird im Vergleich zu anderen Exemplaren der gleichen Baumart, die ähnliche Wuchsbedingungen hatten, geschätzt, was einen größeren Spielraum lässt.
Auch bei der Alten Eibe kann keine Jahrringanalyse durchgeführt werden. Entscheidend für ihr Alter ist, ob es sich bei den beiden Stammteilen um die Reste eines gemeinsamen Stammes handelt, dessen Mittelteil verfault ist, oder um zwei eigenständig gewachsene Stockausschläge, die aus einer Wurzel stammen. Im ersten Fall ist aufgrund des großen Gesamtstammumfangs ein Alter von deutlich über 1000 Jahren sicher. Aber auch bei Stockausschlägen ist durch die Dimensionen der Wurzel und der Stammteile ein Alter von über 800 Jahre wahrscheinlich. So schwanken die Altersangaben für die Alte Eibe von Balderschwang von 600 bis 1000 Jahren über 1000 Jahre bis zu 2000 bis 4000 Jahren. Realistisch dürfte ein Alter zwischen 800 und 1500 Jahren sein.